# نبرد پورت آرتور (فیلم)
نبرد پورت آرتور (به ژاپنی: 二百三高地 Ni hyaku san kochi)، یک فیلم جنگی ژاپنی محصول ۱۹۸۰ به کارگردانی ماسودا توشیئو است. عنوان ژاپنی "Ni hyaku san kochi" به معنای تپه ۲۰۳ است. این فیلم شدیدترین نبردها را در تپه ۲۰۳ در محاصره پورت آرتور در طول جنگ روسیه و ژاپن ۱۹۰۴–۱۹۰۵ به تصویر کشیده است.

## بازیگران
- تاتسویا ناکادای به عنوان افسر ژنرال بارون نوگی ماره‌سوکه
- تتسورو تامبا به عنوان افسر ژنرال بارون کوداما گنتارو
- تروهیکو آئوی در نقش کوگا تاکشی
- کنجی نینوما در نقش کینوشیتا
- توشیوکی ناگاشیما در نقش نوگی یاسوسوکه
- ساتو ماکوتو به عنوان Ushiwaka Toratarō
- ایسائو تاماگاوا در نقش ماتسومورا کانتومو
- هیروشی ناوا در نقش سپهبد ناکامورا ساتورو
- یوکو نوگیوا در نقش نوگی شیزوکو
- ماساکو ناتسومه در نقش ماتسوئو ساچی
- شیگرو کویاما به عنوان مارشال مارکی آریتومو یاماگاتا
- شیگرو آماچی در نقش بارون کانکو کنتارو
- نوبوئو کاوای در نقش بارون کومورا جوتارو
- یوشیو اینابا به عنوان سرلشکر Ijichi Kōsuke
- جیرو یابوکی به عنوان کوجی
- کاستوتوشی آراتا در نقش آینودا
- کونیو مورای در نقش اوکی تیسوکه
- آکی‌هیکو هیراتا به عنوان سرلشکر Nagaoka Gaishi
- Go Wakabayashi در نقش Kamiizumi Tokuya
- Kayo Matsuo در نقش امپراتریس شوکن
- هیسایا موریشیگو در نقش مارکس ایتو هیروبومی، رئیس شورای خصوصی ژاپن
- توشیرو میفونه به عنوان امپراتور میجی